# Liste der Pfarren im Dekanat Frauenkirchen
Das Dekanat Frauenkirchen ist ein Dekanat der römisch-katholischen Diözese Eisenstadt.
Es umfasst zwölf Pfarren.

## Pfarren mit Kirchengebäuden
| Ort                    | Pfarrverband | Ink.                  | Patrozinium            | Kirchengebäude                     | Bild |
| ---------------------- | ------------ | --------------------- | ---------------------- | ---------------------------------- | ---- |
| Andau                  | Heideboden   |                       | Hl. Nikolaus           | Pfarrkirche Andau                  |      |
| Apetlon                |              |                       | Hl. Margareta          | Pfarrkirche Apetlon                |      |
| Frauenkirchen          |              | Franziskaner (OFM)    | Mariä Geburt           | Basilika Frauenkirchen             |      |
| Gols                   |              |                       | Hl. Jakobus der Ältere | Pfarrkirche Gols                   |      |
| Halbturn               |              |                       | Hl. Josef              | Pfarrkirche Halbturn               |      |
| Illmitz                |              |                       | Hl. Bartholomäus       | Pfarrkirche Illmitz                |      |
| Mönchhof               |              | Heiligenkreuz (OCist) | Hl. Magdalena          | Pfarrkirche Mönchhof               |      |
| Pamhagen               |              |                       | Zur Kreuzerhöhung      | Pfarrkirche Pamhagen               |      |
| Podersdorf am See      |              | Heiligenkreuz (OCist) | Hl. Katharina          | Pfarrkirche Podersdorf am See      |      |
| Sankt Andrä am Zicksee | Heideboden   |                       | Hl. Andreas            | Pfarrkirche Sankt Andrä am Zicksee |      |
| Tadten                 | Heideboden   |                       | Hl. Michael            | Pfarrkirche Tadten                 |      |
| Wallern im Burgenland  |              |                       | Hl. Matthäus           | Pfarrkirche Wallern im Burgenland  |      |

Siehe auch → Liste der Dekanate der Diözese Eisenstadt